# Podalonia pungens
Podalonia pungens är en biart som först beskrevs av Kohl 1901.  Podalonia pungens ingår i släktet Podalonia och familjen grävsteklar. Inga underarter finns listade i Catalogue of Life.